# Urupás
Os Urupás são um grupo indígena que habita o estado brasileiro de Rondônia. Há inclusive um município neste estado com este nome em homenagem a este povo indígena brasileiro.

## Língua
Algumas palavras da língua indigena urupá, da família linguística chapacura, são:
| Português | Urupá      |
| --------- | ---------- |
| casa      | atraem     |
| fogo      | isé        |
| língua    | kapiaka-si |
| pé        | katima-si  |
| flecha    | kió        |
| homem     | kitramá    |
| água      | kom        |
| sol       | kumën      |
| terra     | manakã'    |
| arco      | mapíp      |
| pedra     | pakün      |
| pau       | paná       |
| lua       | panaó      |
| mão       | tipra-si   |
| orelha    | trai-si    |
| olho      | tüke-si    |
| boca      | tupaka-si  |
| estrela   | upió       |
| cabeça    | üpiri-si   |
| mulher    | yamrá      |
| dente     | yeti-si    |
| nariz     | yure-si    |